# Santa Rosa (condado de Cameron, Texas)
Santa Rosa es un pueblo ubicado en el condado de Cameron en el estado estadounidense de Texas. En el Censo de 2010 tenía una población de 2873 habitantes y una densidad poblacional de 1.436,88 personas por km².

## Geografía
Santa Rosa se encuentra ubicado en las coordenadas 26°15′22″N 97°49′31″O / 26.25611, -97.82528. Según la Oficina del Censo de los Estados Unidos, Santa Rosa tiene una superficie total de 2 km², de la cual 2 km² corresponden a tierra firme y (0%) 0 km² es agua.

## Demografía
Según el censo de 2010, había 2873 personas residiendo en Santa Rosa. La densidad de población era de 1.436,88 hab./km². De los 2873 habitantes, Santa Rosa estaba compuesto por el 80.72% blancos, el 0.24% eran afroamericanos, el 0.35% eran amerindios, el 0.03% eran asiáticos, el 0% eran isleños del Pacífico, el 17.06% eran de otras razas y el 1.6% pertenecían a dos o más razas. Del total de la población el 97.01% eran hispanos o latinos de cualquier raza.